# Sümeyye Erol
Sümeyye Erol (* 15. Juni 1997 in Antalya) ist eine türkische Leichtathletin, die im Langstrecken- und Hindernislauf an den Start geht.

## Sportliche Laufbahn
Erste internationale Erfahrungen sammelte Sümeyye Erol im Jahr 2014, als sie bei den Juniorenweltmeisterschaften in Eugene mit 10:33,37 min in der Vorrunde über 3000 m Hindernis ausschied. Im Jahr darauf siegte sie in 10:19,15 min bei den Junioreneuropameisterschaften in Eskilstuna und 2016 belegte sie bei den U23-Mittelmeermeisterschaften in Tunis in 10:49,72 min den fünften Platz. 2017 erreichte sie bei den U23-Europameisterschaften in Bydgoszcz nach 10:25,39 min Rang 13 und 2018 gewann sie bei den U23-Mittelmeermeisterschaften in Jesolo in 10:11,15 min die Silbermedaille hinter der Israelin Adva Cohen. Anschließend gewann sie auch bei den Balkan-Meisterschaften in Stara Sagora in 10:11,78 min die Silbermedaille im Hindernislauf und sicherte sich zudem in 16:46,18 min die Bronzemedaille im 5000-Meter-Lauf. 2019 klassierte sie sich bei den U23-Europameisterschaften in Gävle mit 10:30,63 min auf dem 14. Platz und im Dezember lief sie bei den Crosslauf-Europameisterschaften in Lissabon nach 22:21 min auf Rang 25 im U23-Rennen ein. 2021 wurde sie bei den Balkan-Meisterschaften in Smederevo in 17:21,47 min Siebte. 2023 gewann sie bei den Balkan-Meisterschaften in Kraljevo in 16;43,95 min die Silbermedaille hinter der Albanerin Luiza Gega. Anschließend belegte sie bei den World University Games in Chengdu in 9:59,37 min den vierten Platz im Hindernislauf und im Dezember wurde sie bei den Crosslauf-Europameisterschaften in Brüssel nach 38:39 min 51. im Einzelrennen. Im Jahr darauf verpasste sie bei den Europameisterschaften in Rom mit 9:45,36 min den Finaleinzug im Hindernislauf und im Dezember landete sie bei den Crosslauf-Europameisterschaften in Antalya nach 27:28 min auf dem 45. Platz im Einzelbewerb.
Bei den erstmals ausgetragenen Straßenlauf-Europameisterschaften 2025 in Löwen wurde sie nach 1:14:38 h 20. im Halbmarathon.
In den Jahren 2018 und 2023 wurde Erol türkische Meisterin über 3000 m Hindernis sowie 2021 im 5000-Meter-Lauf. Zudem wurde sie 2024 Landesmeisterin im Crosslauf.

## Persönliche Bestzeiten
- 3000 Meter: 9:39,49 min, 6. Juni 2019 in Bursa
  - 3000 Meter (Halle): 9:24,00 min, 15. März 2023 in Istanbul
- 5000 Meter: 15:46,48 min, 9. Juli 2023 in Bursa
- Halbmarathon: 1:14:06 h, 23. Februar 2025 in Trabzon
- 2000 m Hindernis: 6:14,86 min, 1. September 2024 in Berlin
- 3000 m Hindernis: 9:32,93 min, 9. Juli 2024 in Székesfehérvár